# Yun Ok-hee
Yun Ok-Hee (Koreaans: 윤옥희) (Yecheon-gun (Gyeongsangbuk-do), 3 januari 1985) is een Koreaanse boogschutter.
Yun Ok-Hee is een Koreaanse naam, de familienaam is Yun. Yun begon met boogschieten toen ze 10 jaar was. In 2005 werd ze lid van het Koreaans nationaal team. Ze deed mee aan diverse internationale wedstrijden en won meerdere medailles. 
Op de Aziatische Spelen in 2006 werd ze in de finale verslagen door landgenote Park Sung-hyun en ging met de zilveren medaille naar huis. Met het team behaalde ze de eerste plaats. In 2007 stond ze 1e op de FITA-wereldranglijst, ze stond in juni 2008 op de 2e plaats. Bij de Olympische Spelen in Peking (2008) won ze met het team (met Park Sung-hyun en Joo Hyun-jung) de gouden medaille.

## Resultaten
2005
 Aziatisch kampioenschap
2006
4e World Cup, Antalya
 Aziatische Spelen (team)
 Aziatische Spelen (individueel)
2007
5e Aziatisch kampioenschap
2008
 World Cup, stage 2 (team)
 World Cup, stage 3 (team en individueel)
 Olympische Spelen (team)
 World Cup, finale
1988: Kim S-n/Wang/Yun Y-s ·
1992: Cho/Kim S-n/Lee E-k ·
1996: Kim J-s/Kim K-w/Yoon H-y ·
2000: Kim N-s/Kim S-n/Yun M-j ·
2004: Lee S-j/Park/Yun M-j ·
2008: Joo/Park/Yun O-h ·
2012: Choi/Ki/Lee S-j ·
2016: Chang/Choi/Ki ·
2020: An/Jang/Kang ·
2024: Jeon/Lim/Nam